# Bug a Boo
"Bug a Boo" (Tạm dịch: "Người tình Phá hoại") là một ca khúc được trình bày bởi nhóm nhạc Destiny's Child, trích từ album thứ hai của nhóm là The Writing's on the Wall. Ca khúc xuất hiện tại vị trí #33 trên bảng xếp hạng Billboard Hot 100. Tại Anh, "Bug a Boo" giành vị trí thứ 9 và bán hơn 99,400 bản tại đây.

## Trình bài
- Giọng chính: Beyoncé Knowles (2 lời) và Kelly Rowland (điệp khúc)
- Giọng bè: Beyoncé Knowles, Kelly Rowland, LeToya Luckett và LaTavia Roberson

## Ý nghĩa
"Bug-a-boo" là từ dùng để gọi một người có những hành động gây khó chịu cho mọi người, dù đó là những hành động bình thường như sự tò mò hay quậy phá nhưng ở đây những việc làm này được thực hiện một cách quá mức. Những việc làm này đồng thời cũng được nhóm đáp lại trong phần lời nhạc sau:

"You make me wanna throw my pager out the window

Tell MCI to cut the phone pole.

Break my lease so I can move,

'Cause you a bug a boo, a bug a boo.

I wanna put your number on the call block,

Have AOL make my e-mails stop.

'Cause you a bug a boo

You're bugging what, you're bugging who

You're bugging me and don't you see it ain't cool"
Lời dịch của những đoạn lời nhạc trên:

"Anh làm em muốn ném máy nhắn tin ra cửa sổ

Gọi MCI để cắt dây điện thoại.

Hãy dừng lại để em có thể sống,

Vì anh là một người tình phá hoại, người tình phá hoại.

Anh làm em muốn ngăn chặn của gọi của anh,

Khiến tài khoản AOL của em không gửi e-mail được.

Vì anh là một người tình phá hoại

Anh phá gì, anh phá ai

Anh phá em và anh thấy nó không hay sao"

## Video ca nhạc
Dù ca khúc không thành công trên các bảng xếp hạng nhưng video ca nhạc của ca khúc vẫn được yêu thích và được phát sóng nhiều trên kênh MTV và BET. Đây đồng thời cũng chính là video đầu tiên của nhóm nằm trong bảng xếp hạng TRL. Video này đã được đạo diễn bởi Darren Grant.
Trong video, nhóm đang bước đi trên đại lộ mua sắm. Bốn người đàn ông trong chiếc xe xanh khá để ý đến nhóm, nhưng Destiny’s Child có vẻ không để ý đến họ, vì vậy họ đã chọc phá nhóm. Các cô gái đã chạy trốn vào phòng thay quần áo của nam, trong đó họ đã thấy Kobe Bryant chuẩn bị cho trận đấu của mình. Trong cảnh tiếp đó, họ trở thành cổ động viên của một sân bóng với sự góp mặt của Wyclef Jean vào vai đội trưởng đội trống. Ban nhạc trong video thật ra chính là đội trống của UCLA. Wyclef Jean cũng đã mặc đồng phục của đội trưởng đội trống UCLA. Cảnh cuối cùng trong video là cảnh các chàng trai trở lại và cùng nhau lái xe thân mật với nhóm.
Trong phiên bản phối lại của video, nội dung của video vẫn như cũ. Chỉ thay đổi một vài chi tiết là sau khi có sự xuất hiện của Jean, nhóm đã nhảy theo nhịp trống cùng những thành viên và những thành viên đội trống. Cảnh tiếp đó là cảnh nhóm nhạc nhảy điệu salsa cùng những vũ công nam khi Jean đang hát rap. Và phần cuối vẫn tương tự như video gốc.
Video gốc còn nằm trong đĩa DVD The Platinum's on the Wall, còn video "Refugee Camp Remix" sau đó không được phát hành trong bất cứ đĩa DVD nào, nhưng vẫn có thể tìm trên YouTube với chất lượng thấp.

## Danh sách ca khúc
Đĩa CD Maxi tại Mỹ
1. "Bug A Boo" (Phiên bản của album) 3:31
2. "Bug A Boo" (Refugee Camp Remix) (cùng Wyclef Jean)1 4:02
3. "Bug A Boo" (Maurice's Xclusive "Bug A Boo" Dub Mix)2 8:08
4. "Bug A Boo" (Maurice's Bug A Dub Mix)2 7:14

Đĩa Vinyl, 12-inch, Quảng bá tại Mỹ

Mặt A
1. "Bug A Boo" (Maurice's Xclusive "Bug A Boo" Club Mix)2 8:08
2. "Bug A Boo" (Refugee Camp Remix) (cùng Wyclef Jean)1 4:02

Mặt B
1. "Bug A Boo" (Maurice's "Bug A Boo" Dub Mix)2 7:14
2. "Bug A Boo" (Phiên bản của album) 3:31
3. "Bug A Boo" (Maurice's Xclusive "Bug A Boo" Club Mix - Phiên bản Acapella)2	5:58

Đĩa quảng bá tại Anh
1. "Bug A Boo" (Phiên bản của album) 3:31

Đĩa CD Maxi Phần 1 CA 668188 2
1. "Bug A Boo" (Phiên bản của album) 3:31
2. "So Good" 3:14
3. "Bills, Bills, Bills" 4:16
4. "Bills, Bills, Bills" (Video ca nhạ)

Đĩa CD Maxi Phần 2 CA 668188 5
1. "Bug A Boo" (Phiên bản của album) 3:31
2. "Bug A Boo" (Refugee Camp Remix) (cùng Wyclef Jean)1 4:02
3. "Bug A Boo" (Maurice's Xclusive "Bug A Boo" Club Mix)2 6:59
4. kèm theo Poster (Bìa đĩa CD có màu)

Đĩa CD Maxi châu Âu' COL 667779 5
1. "Bug A Boo" (Phiên bản của album) 3:31
2. "Bug A Boo" (Maurice's Xclusive "Bug A Boo" Club Mix)2 8:08
3. "Bug A Boo" (Maurice's "Bug A Boo" Dub Mix)2 7:14
4. "Bug A Boo" (Gentleman's Revenge) (cùng Gentleman) 3:55

Đĩa đơn 2 ca khúc châu Âu

Đĩa quảng bá tại Đức SAMPCS 1510
1. "Bug A Boo" (Phiên bản của album) 3:31
2. "Bug A Boo" (Refugee Camp Remix) (cùng Wyclef Jean)1 4:02

Đĩa CD Maxi tại Úc
1. "Bug A Boo" (Phiên bản của album) 3:31
2. "Bug A Boo" (Maurice's Xclusive "Bug A Boo" Club Mix)2 8:09
3. "Bug A Boo" (Maurice's "Bug A Boo" Dub Mix)2 7:14
4. "Bug A Boo" (Phiên bản Acappella) 3:13

Chú thích
- 1 Bản "Refugee Camp Remix" chính là bản thu âm lại kiểu hip-hop của ca khúc.
- 2 Bản phối của "Maurice" chỉ gồm giọng thu lại của Knowles, thực hiện bởi Maurice Joshua.

## Diễn biến trên bảng xếp hạng
"Bug a Boo" xuất hiện tại vị trí #87 trên bảng xếp hạng Billboard Hot 100 vào ngày 25 tháng 9 năm 1999 và sau đó nằm ở vị trí #33 trước ca khúc bị kéo xuống trong bảng xếp hạng. Sau thành công lớn của "Bills, Bills, Bills", "Bug a Boo" khá thất bại về mặt doanh thu và những yêu phát thanh trên đài. Nhưng ca khúc khá thành công trên bảng xếp hạng R&B với vị trí #15, nhưng lại trở thành một trong hai ca khúc không leo lên top 10 của nhóm trên bảng xếp hạng này. Đây đồng thời cũng chính là đĩa đơn thất bại trên các bảng xếp hạng tại Hoa Kỳ và những vẫn dành 20 tuần trên bảng Hot 100. Từ khi có sự xuất hiện của bản "Refugee Camp Remix", ca khúc lại tiếp tục thành công như lời mở đầu của ca khúc "trong lần thứ hai này chúng tôi sẽ thành công". Đĩa đơn đơn đứng vị trí #26 trên bảng xếp hạng Australian ARIA Singles Chart. Đây chính là đĩa đơn kém thành công nhất chỉ sau "Girl" vào năm 2004.
Tại Hà Lan, ca khúc giành vị trí thứ 6 trên bảng xếp hạng Mega Single Top 100, ca khúc nằm trong bảng xếp hạng 15 tuần và giành rất nhiều lần phát sóng trên các đài phát thanh.

### Bảng xếp hạng
| Bảng xếp hạng (1999)          | Vị trí |
| ----------------------------- | ------ |
| Úc (ARIA)                     | 26     |
| Bỉ (Ultratop 50 Flanders)     | 24     |
| Bỉ (Ultratop 50 Wallonia)     | 32     |
| Hà Lan (Single Top 100)       | 6      |
| Pháp (SNEP)                   | 57     |
| Đức (GfK)                     | 20     |
| Thụy Điển (Sverigetopplistan) | 29     |
| Thụy Sĩ (Schweizer Hitparade) | 60     |
| Anh Quốc (OCC)                | 9      |
| Hoa Kỳ Billboard Hot 100      | 33     |